# کویلا
کویلا (هندی: कोयला) فیلمی هندی در سبک اکشن، درام و موزیکال به نویسندگی، کارگردانی و تهیه‌کنندگی راکیش روشن است که در سال ۱۹۹۷ منتشر شد. در این فیلم بازیگرانی مثل شاهرخ خان، مدوری دیکشیت و آمریش پاری به ایفای نقش پرداخته‌اند.

## داستان
فردی مسن به نام راجا صاحب (آمریش پوری) که در منطقه قدرت و ثروت زیادی دارد و از آن سوءاستفاده می‌کند دلباخته و شیفتهٔ دختری روستایی به نام گوری (مدوری دیکشیت) می‌شود و نماینده خودرا با کلی هدایا برای خواستگاری به نزد سرپرستان گوری می‌فرستد اما گوری که به این وصلت راضی نیست می‌گوید که من اول باید داماد را ببینم و راجا صاحب هم عکسی از برده خود شنکر (شاهرخ خان) که لال اما جوان و زیبا بود برای گوری می‌فرستد و اورا می‌فریبد و با او ازدواج می‌کند. اما در ادامه گوری و عشق او به شنکر موجب پدید آمدن حوادثی می‌شود که…